# Élection présidentielle indonésienne de 2014
L'élection présidentielle indonésienne de 2014 s'est tenue le 9 juillet 2014 afin d'élire le président et le vice-président pour un mandat de 5 ans. Il s'agit de la troisième élection présidentielle au suffrage direct. Le résultat en a été officiellement proclamé le 22 juillet 2014 par la commission électorale indonésienne (KPU), avec comme vainqueur Joko Widodo, qui a obtenu 53,15 % des voix contre Prabowo Subianto, qui en a obtenu 46,85 %. Joko Widodo sera officiellement investi le 22 octobre 2014.
Le président sortant Susilo Bambang Yudhoyono ne peut pas se représenter pour un troisième mandat.

## Mode de scrutin
Le président de la république d'Indonésie est élu par le biais d'une forme modifiée du scrutin uninominal majoritaire à deux tours pour un mandat de cinq ans renouvelable une seule fois. Si aucun candidat ne recueille au premier tour la majorité absolue des inscrits ainsi qu'au moins 20 % des suffrages exprimés dans la moitié des 34 provinces du pays, un second a lieu entre les deux candidats arrivés en tête, et celui recueillant le plus de voix est déclaré élu.
Seuls peuvent concourir les candidats des partis ayant recueilli au moins 25 % des voix ou 20 % des sièges lors des précédentes élections du Conseil représentatif du peuple, la chambre basse du pays. Les partis atteignant ce seuil ont l'obligation de présenter un candidat, sous peine d'interdiction aux prochaine élections. La commission électorale indonésienne est par ailleurs réputée particulièrement stricte sur les conditions de candidatures pour l'ensemble des scrutins organisés dans le pays,.

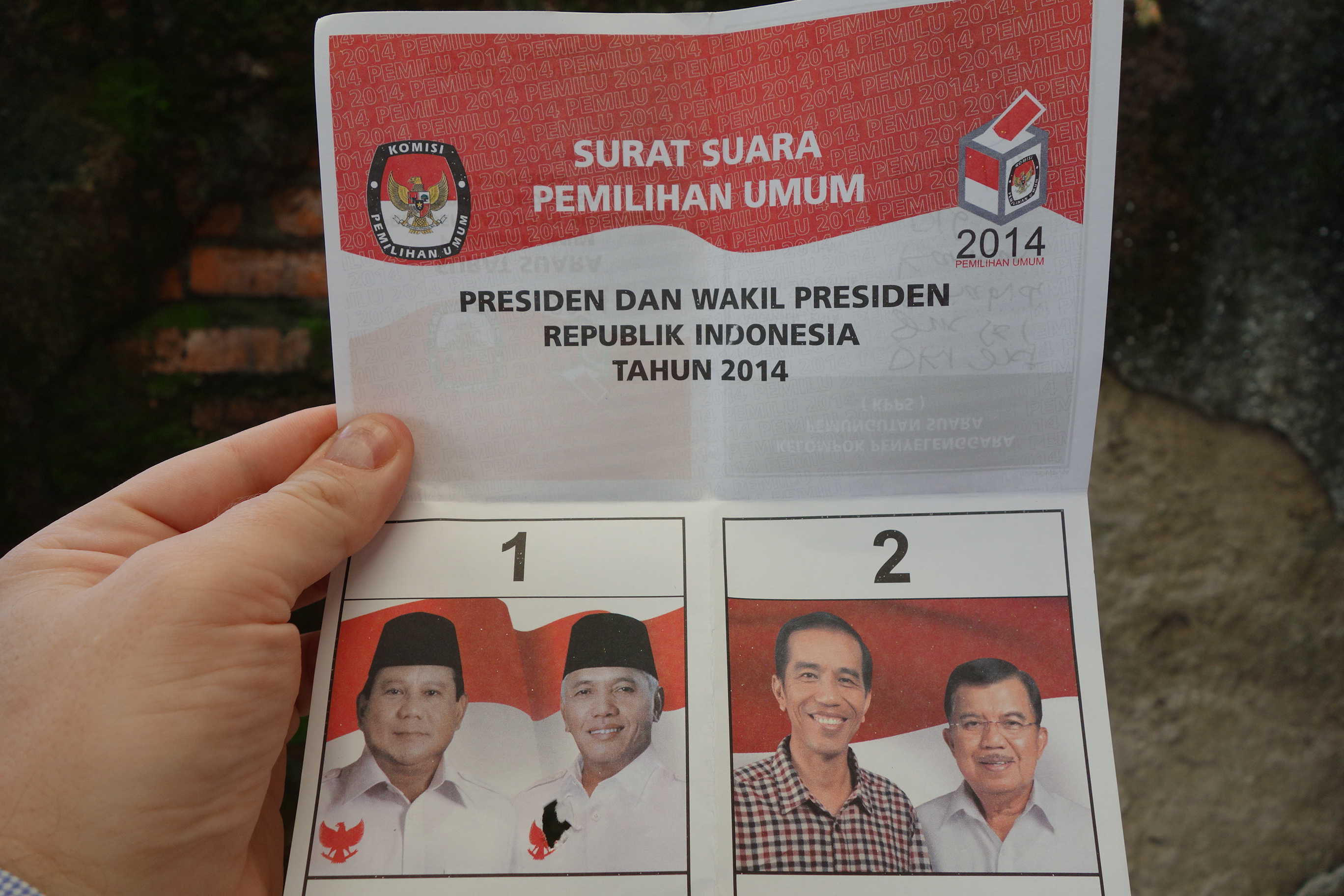
Bulletin de vote de l'élection.

## Résultats
| Candidats et colistiers  | Candidats et colistiers       | Partis                   | Voix        | %     |
| ------------------------ | ----------------------------- | ------------------------ | ----------- | ----- |
|                          | Joko Widodo Jusuf Kalla       | PDIP                     | 70 997 833  | 53,15 |
|                          | Prabowo Subianto Hatta Rajasa | Gerindra                 | 62 576 444  | 46,85 |
|                          |                               |                          |             |       |
| Votes valides            | Votes valides                 | Votes valides            | 133 574 277 | 98,98 |
| Votes blancs et nuls     | Votes blancs et nuls          | Votes blancs et nuls     | 1 379 690   | 1,02  |
| Total                    | Total                         | Total                    | 134 953 967 | 100   |
| Abstention               | Abstention                    | Abstention               | 58 990 183  | 30,42 |
| Inscrits / participation | Inscrits / participation      | Inscrits / participation | 193 944 150 | 69,58 |